# Franz Joseph (Schiff)
SMS Franz Joseph war ursprünglich ein ziviler Raddampfer, der später als Aviso 2. Klasse der Österreichischen Marine eingesetzt wurde. Ab 1866 gehörte er als RN San Marco zur italienischen Marine und wurde nach 1880 wieder als ziviles Schiff auf dem Gardasee verwendet.

## Bau
Das Schiff wurde 1849 bei der Werft Escher Wyss AG in Zürich für die Società di Navigazione a Vapore del Lago di Garda (Gardaseedampfschifffahrtsgesellschaft) gebaut und in Einzelteile zerlegt nach Riva del Garda transportiert. Im Januar 1850 wurde es dort zusammengesetzt und dann als Dampfschiff Franz Joseph in Dienst gestellt. Als Schiff für den Waren- und Passagiertransport konstruiert, verfügte es über eine Dampfmaschine mit einer Leistung von 50 PS und erreichte mit seinen beiden seitlichen Schaufelrädern eine Geschwindigkeit von 7,5 Knoten.

## Österreich
Im Jahre 1852 verkaufte die Gesellschaft das Schiff für 67.300 Gulden an die österreichische Regierung des Königreiches Lombardo-Venetien. In der Folge wurde das Schiff als SMS Franz Joseph mit drei 18-Pfünder Kanonen und zwei 7-Pfünder Kanonen ausgerüstet und der Gardaseeflottille der österreichischen Marine zugeteilt.
Im Juni 1859 bildete die Franz Joseph mit den zwei anderen bewaffneten österreichischen Dampfern Benaco und Hess sowie einigen Kanonenbooten die Gardaseeflottille. Die Flottille nahm an den Kampfhandlungen des Krieges mit Piemont und Frankreich teil. Dabei unterstützte sie die Landoperationen der eigenen Kräfte. Hierbei wurde die Benaco am 20. Juni 1859 von einer piemontesischen Batterie in Salò versenkt.
Nach Beendigung der Kampfhandlungen musste das lombardische Ufer des Gardasees mit dem Gebiet um Brescia an das Königreich Sardinien abgetreten werden, wodurch sich der Einsatzbereich der Gardaseeflottille nahezu halbierte.
Im Juni 1866 zu Beginn des Kriegs mit Italien operierte die österreichische Flottille, bestehend aus den Schiffen Franz Joseph, Hess, neun Kanonenbooten und elf kleineren Booten mit zusammen 62 Kanonen und 10 Mitrailleusen von der Marinebasis in Torri del Benaco aus unter dem Kommando des Admirals Moritz Manfroni von Montfort. Dem konnten die Italiener lediglich die gehobene und jetzt unter italienischer Flagge fahrende ehemalige Benaco entgegenstellen, was für die Österreicher die Seeherrschaft bedeutete. Am 1. Juli 1866 beschoss die Hess mit einigen Kanonenbooten den Bahnhof von Desenzano und die Franz Joseph den Hafen des Ortes.
Am 2. Juli 1866 beschossen die Franz Joseph, die Hess und zwei Kanonenboote Gargnano und führten ein Gefecht mit einer dortigen Landbatterie des „2º Reggimento Volontari Italiani“ der Truppen Garibaldis.
Am 10. Juli folgte der Beschuss der Uferstraße in Bogliaco und der dortigen italienischen Landbatterie. Am 19. und 20. Juli beschossen die Franz Joseph, die Hess und die Kanonenboote Speiteufel, Wildfang und Scharfschütze erneut Gargnano, eroberten die Benaco zurück und versenkten den kleinen Dampfer Poeta.

## Königreich Italien
Nach Ende des Krieges ging auch die venetianische Seite des Sees verloren, wodurch sich der österreichische Anteil des Gardasees auf den nördlichen Teil mit rund 20 Prozent der Gesamtfläche reduzierte. Da man nicht willens oder in der Lage war, hier eine grenzüberschreitende Personenschifffahrt aufrechtzuerhalten, wurden die Schiffe der Gardaseeflottille an Italien verkauft. Die Franz Joseph ging dabei für rund 40.000 Schweizer Franken am 18. Oktober 1866 an die italienische Marine und wurde von dieser auf den Namen San Marco umbenannt. Als Aviso 2. Klasse blieb sie bis 1880 im Dienst der Marine, wenngleich sie schon ab 1867 von der Società Strade Ferrate dell’Alta Italia („Oberitalienische Eisenbahngesellschaft“) angemietet und als Handelsdampfer genutzt wurde. 1880 schließlich ging der Dampfer ganz in den Besitz der Gesellschaft über, die für das Königreich Italien den Schiffsverkehr auf den oberitalienischen Seen durchführte. Im Jahre 1885 wurde das Schiff an die Società delle Ferrovie Meridionali („Südbahngesellschaft“) verkauft und schließlich 1894 abgewrackt.